# Chadchart Sittipunt
Chadchart Sittipunt (tiếng Thái: ชัชชาติ สิทธิพันธุ์, RTGS: Chatchat Sitthiphan,; Sinh 24 tháng 5 năm 1966) là Chính khách, kỹ sư và giáo sư Thái gia được bầu làm Toàn quyền bầu cử của Bangkok dựa trên kết quả không chính thức được công bố hoặc lưu hành kể từ ngày 22 tháng 5 năm 2022.
Ông từng là Bộ trưởng Bộ Giao thông vận tải từ năm 2012 đến năm 2014. Trong năm 2019, anh ấy tuyên bố ý định tranh cử trong Bầu cử giám đốc thẩm quyền Bangkok năm 2022 với tư cách là một ứng cử viên độc lập.